# Serie A 1926 (Uruguay)
Het seizoen 1926 van de Serie A, was het eerste en enige seizoen van deze Uruguayaanse voetbalcompetitie, georganiseerd door de Consejo Provisorio de Football Nacional. De Serie A was onderdeel van het Torneo del Consejo Provisorio, dat dit seizoen werd georganiseerd nadat het schisma binnen het Uruguayaanse voetbal (1922–1925) was beëindigd. Dit overgangstoernooi was een amateurcompetitie, pas vanaf 1932 werd het Uruguayaanse voetbal professioneel.

## Oorsprong
Van november 1922 tot en met oktober 1925 kende het Uruguayaanse voetbal twee bonden: de officiële Asociación Uruguaya de Football (AUF) en de dissidente Federación Uruguaya de Football (FUF). Laatstgenoemde was opgericht door twee clubs die in 1922 uit de Primera División waren gezet. In 1923 en 1924 organiseerden beide bonden een eigen competitie. Nadat eerdere pogingen tot hereniging waren mislukt, slaagde de tussenkomst van president José Serrato in 1925 wel: de lopende competities van de AUF en de FUF werden gestaakt en alle ploegen die dat jaar op het hoogste niveau speelden in een van de twee bonden mochten meedoen aan het Torneo del Consejo Provisorio. De clubs die op het moment van het schisma (1922) in de hoogste klasse speelden werden ondergebracht in Serie A, de overige clubs kwamen in Serie B. Vanaf 1927 werd de Primera División weer hervat.

## Teams
Tien clubs namen deel aan de Serie A, allen in 1922 actief in de Primera División. Van de tien clubs waren er zes die in 1925 in de Primera División van de AUF speelden, twee speelden er in de Primera División van de FUF en twee hadden een team ingeschreven in beide competities.
| Club                      | Stad       | Stadion                | Vorig seizoen      |
| ------------------------- | ---------- | ---------------------- | ------------------ |
| Belgrano FC               | Montevideo | Onbekend               | 8e (AUF)           |
| Central FC                | Montevideo | Parque Ricci           | 8e (FUF)           |
| CA Lito                   | Montevideo | Onbekend               | 3e (FUF), 9e (AUF) |
| Liverpool FC              | Montevideo | Onbekend               | 10e (AUF)          |
| Montevideo Wanderers FC   | Montevideo | Estadio Belvedere      | 2e (FUF), 6e (AUF) |
| Club Nacional de Football | Montevideo | Gran Parque Central    | 1e (AUF)           |
| CA Peñarol                | Montevideo | Estadio de los Pocitos | 1e (FUF)           |
| Rampla Juniors FC         | Montevideo | Onbekend               | 3e (AUF)           |
| Universal FC              | Montevideo | Parque Salvo           | 11e (AUF)          |
| Uruguay Onward FC         | Montevideo | Onbekend               | 7e (AUF)           |

## Competitie-opzet
Alle deelnemende clubs speelden tweemaal tegen elkaar (thuis en uit). De ploeg met de meeste punten werd winnaar van de competitie.
Club Nacional de Football was ten tijde van het schisma de dominante club geweest in de officiële Primera División; ze wonnen beide titels en waren koploper op het moment dat de competitie in 1925 werd gestaakt. Het vicekampioenschap was in 1923 voor Rampla Juniors FC, met CA Bella Vista op plek drie. Een jaar later waren de rollen omgedraaid: toen werd Bella Vista tweede, voor Rampla Juniors. Omdat Bella Vista in 1922 echter nog niet op het hoogste niveau speelde, moesten ze dit seizoen meedoen aan de Serie B van het Torneo del Consejo Provisorio.
Twee ploegen hadden in de competitie van de AUF en de FUF een team actief: Montevideo Wanderers FC en CA Lito. Zij speelden bij de FUF onder de respectievelijke namen Atlético Wanderers FC en CA Lito Cuadrado. In deze competitie van de FUF werd de top-twee in beide seizoenen bezet door Atlético Wanderers en CA Peñarol. In 1923 won Wanderers de competitie, in 1924 Peñarol. Lito Cuadrado eindigde tweemaal als derde.
Het linkerrijtje van de Serie A bestond in 1926 uit deze vijf ploegen die de voorgaande jaren in de top-drie van hun respectievelijke bond waren geëindigd. Peñarol won de competitie ongeslagen en had zes punten voorsprong op de naaste achtervolger. Omdat de Serie A niet werd georganiseerd door de Uruguayaanse voetbalbond, wordt de winst van Peñarol niet erkend als officiële landstitel.
In de strijd om plek twee trok Montevideo Wanderers aan het langste eind. Rampla Juniors werd (met evenveel punten) derde, Nacional en Lito behaalden één punt minder en eindigden als vierde en vijfde. Central FC eindigde als 'beste van de rest' op de zesde plaats.
Alle ploegen uit de Serie A kwalificeerden zich voor de Primera División van volgend seizoen. De laatste plaats was voor Universal FC, maar dit had dus geen gevolgen voor hun deelname aan de competitie volgend seizoen. Van de zestien ploegen in de Serie B zou de top-tien zich ook plaatsen voor de Primera División. De hoogste voetbalcompetitie bestond volgend jaar dus uit twintig clubs.

### Kwalificatie voor internationale toernooien
Dit seizoen waren er geen internationale bekers waar Uruguayaanse clubs zich voor kwalificeerden.

### Eindstand
|     | Club                      | Sp. | W  | G | V  | Pnt. | DV | DT | DS  |
| --- | ------------------------- | --- | -- | - | -- | ---- | -- | -- | --- |
| 1.  | CA Peñarol                | 18  | 13 | 5 | 0  | 31   | 27 | 5  | +22 |
| 2.  | Montevideo Wanderers FC   | 18  | 11 | 3 | 4  | 25   | 35 | 17 | +18 |
| 3.  | Rampla Juniors FC         | 18  | 12 | 1 | 5  | 25   | 29 | 14 | +15 |
| 4.  | Club Nacional de Football | 18  | 11 | 2 | 5  | 24   | 36 | 16 | +20 |
| 5.  | CA Lito                   | 18  | 10 | 4 | 4  | 24   | 42 | 20 | +22 |
| 6.  | Central FC                | 18  | 8  | 2 | 8  | 18   | 24 | 25 | –1  |
| 7.  | Liverpool FC              | 18  | 5  | 3 | 10 | 13   | 16 | 25 | –9  |
| 8.  | Belgrano FC               | 18  | 4  | 2 | 12 | 10   | 19 | 32 | –13 |
| 9.  | Uruguay Onward FC         | 18  | 3  | 2 | 13 | 8    | 15 | 45 | –30 |
| 10. | Universal FC              | 18  | 1  | 0 | 17 | 2    | 10 | 54 | –44 |

| Winnaar Serie A 1926 |
| -------------------- |
| CA Peñarol 1e titel  |

1900 · 1901 · 1902 · 1903 · 1904 · 1905 · 1906 · 1907 · 1908 · 1909 · 1910 · 1911 · 1912 · 1913 · 1914 · 1915 · 1916 · 1917 · 1918 · 1919 · 1920 · 1921 · 1922 · 1923 · 1924 · 1925 · 1926 · 1927 · 1928 · 1929 · 1930 · 1931 · 1932 · 1933 · 1934 · 1935 · 1936 · 1937 · 1938 · 1939 · 1940 · 1941 · 1942 · 1943 · 1944 · 1945 · 1946 · 1947 · 1948 · 1949 · 1950 · 1951 · 1952 · 1953 · 1954 · 1955 · 1956 · 1957 · 1958 · 1959 · 1960 · 1961 · 1962 · 1963 · 1964 · 1965 · 1966 · 1967 · 1968 · 1969 · 1970 · 1971 · 1972 · 1973 · 1974 · 1975 · 1976 · 1977 · 1978 · 1979 · 1980 · 1981 · 1982 · 1983 · 1984 · 1985 · 1986 · 1987 · 1988 · 1989 · 1990 · 1991 · 1992 · 1993 · 1994 · 1995 · 1996 · 1997 · 1998 · 1999 · 2000 · 2001 · 2002 · 2003 ·  2004 · 2005 · 2005/06 · 2006/07 · 2007/08 · 2008/09 · 2009/10 · 2010/11 ·  2011/12 · 2012/13 · 2013/14 · 2014/15 · 2015/16 · 2016 · 2017 · 2018 · 2019 · 2020 · 2021 · 2022 · 2023